# Sangría (tratamiento médico)

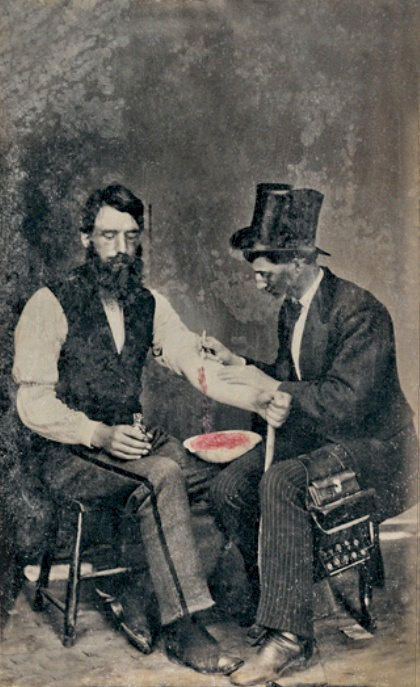
Un doctor realizando una sangría médica en 1860.

Se llama sangría a varios procedimientos relacionados con la sangre, pero por lo general este término se atribuye a una modalidad de tratamiento médico que consiste en la extracción de sangre del paciente para el tratamiento de dolencias. Las sangrías, ya fuesen hechas por un médico o por medio de sanguijuelas, se basaban en un antiguo sistema de medicina en el que la sangre y otros fluidos corporales se consideraban "humores" que debían permanecer en equilibrio adecuado para mantener la salud. Se afirma que ha sido la práctica médica más común realizada por cirujanos desde la antigüedad hasta finales del siglo XIX, un lapso de más de 2000 años, a pesar de los riesgos y de carecer casi siempre de efecto curativo. En Europa, la práctica siguió siendo relativamente común hasta finales del siglo XVIII. En la actualidad su práctica ha sido abandonada por la medicina moderna para todas las condiciones médicas excepto para algunas muy específicas. Es concebible que históricamente, en ausencia de otros tratamientos para la hipertensión, la sangría a veces tuviera un efecto beneficioso en la reducción temporal de la presión arterial al reducir el volumen de sangre. Sin embargo, dado que la hipertensión suele ser asintomática y, por lo tanto, no se puede diagnosticar sin métodos modernos, este efecto probablemente no fue intencional. En la inmensa mayoría de los casos, el uso histórico de la sangría fue perjudicial para los pacientes.
Actualmente, el término flebotomía se refiere a la extracción de sangre para análisis de laboratorio o transfusión de sangre. La flebotomía terapéutica se refiere a la extracción de una unidad de sangre en casos específicos como hemocromatosis, policitemia vera, porfiria cutánea tarda, etc., para reducir la cantidad de glóbulos rojos. La práctica médica tradicional de la sangría se considera hoy una pseudociencia.
Puede ser hecha de diversas maneras, incluyendo el corte de extremidades, uso de la flebotomía o la utilización de sanguijuelas. Consiste el primero en el procedimiento de extracción de sangre desde una vena periférica, a través de sistema estéril con aguja, equipo y bolsa de colecta, semejante al procedimiento para la transfusión de sangre.

## En el mundo antiguo
Pasajes del papiro Ebers pueden indicar que la sangría por escarificación era una práctica aceptada en el Antiguo Egipto. Se ha reportado que los entierros egipcios contienen instrumentos de sangría. Según algunas teorías, los egipcios basaron la idea en sus observaciones del hipopótamo, confundiendo su sudor rojo con sangre y creyendo que se rascaba para aliviar la molestia.

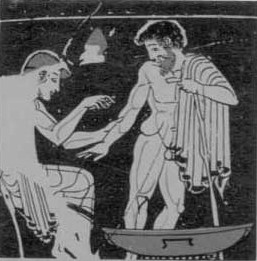
Pintura griega antigua en un jarrón, que muestra a un médico (iatros) sangrando a un paciente

En Grecia, la sangría estaba en uso para el siglo V a. C. durante la vida de Hipócrates, quien menciona esta práctica pero generalmente prefería técnicas dietéticas. Erasístrato, sin embargo, teorizó que muchas enfermedades eran causadas por plétoras, o sobreabundancias, en la sangre y recomendó que estas plétoras fueran tratadas inicialmente, con ejercicio, sudoración, ingesta reducida de alimentos y vómitos. Herófilo era un defensor de la sangría. Arcagato, uno de los primeros médicos griegos que ejerció en Roma, también creía en el valor de la sangría. 
"Sangrar" a un paciente hasta curarse se basaba en el proceso de la menstruación. Hipócrates creía que la menstruación tenía la función de "purgar a las mujeres de los malos humores". Durante el Imperio Romano, el médico griego Galeno, que seguía las enseñanzas de Hipócrates, defendía la sangría iniciada por médicos. La popularidad de la sangría en el mundo mediterráneo clásico se vio reforzada por las ideas de Galeno, después de que descubrió que no solo las venas, sino también las arterias estaban llenas de sangre y no de aire, como se creía comúnmente en ese momento.[cita requerida] Había dos conceptos claves en su sistema de sangría. El primero era que la sangre se creaba y luego se usaba; no circulaba, por lo que podía "estancarse" en las extremidades. El segundo era que el equilibrio humoral era la base de la enfermedad o la salud, siendo los cuatro humores sangre, flema, bilis negra y bilis amarilla, relacionados con los cuatro elementos clásicos griegos de aire, agua, tierra y fuego, respectivamente. 
Galeno creía que la sangre era el humor dominante y el que más necesitaba control. Para equilibrar los humores, un médico eliminaba el "exceso" de sangre (plétora) del paciente o le administraba un emético para inducir el vómito o un diurético para inducir la micción. Galeno creó un sistema complejo de cuánta sangre debía extraerse según la edad y la constitución del paciente, así como según la estación, clima y lugar. Se desarrollaron instrucciones para autorrealizar el proceso de la sangría con base en estos sistemas. Se creía que los síntomas de la plétora incluían fiebre, apoplejía y dolor de cabeza. La sangre que debía extraerse era de una naturaleza específica determinada por la enfermedad: arterial o venosa, distante o cercana a la zona del cuerpo afectada. Vinculó diferentes vasos sanguíneos con diferentes órganos, según su supuesto drenaje. Por ejemplo, la vena de la mano derecha era extraída para problemas hepáticos y la vena de la mano izquierda para problemas con el bazo. Cuanto más grave fuera la enfermedad, más sangre se sacaba. La fiebre requería copiosas cantidades de sangre.

## Edad Media
El Talmud recomendaba un día específico de la semana y días del mes para la sangría, y se pueden encontrar reglas similares, aunque menos codificadas, entre los escritos cristianos que advierten qué días de los santos eran favorables para la sangría. Durante la época medieval, las tablas de sangría eran comunes, mostrando sitios específicos de sangría en el cuerpo alineados con los planetas y zodiacos.

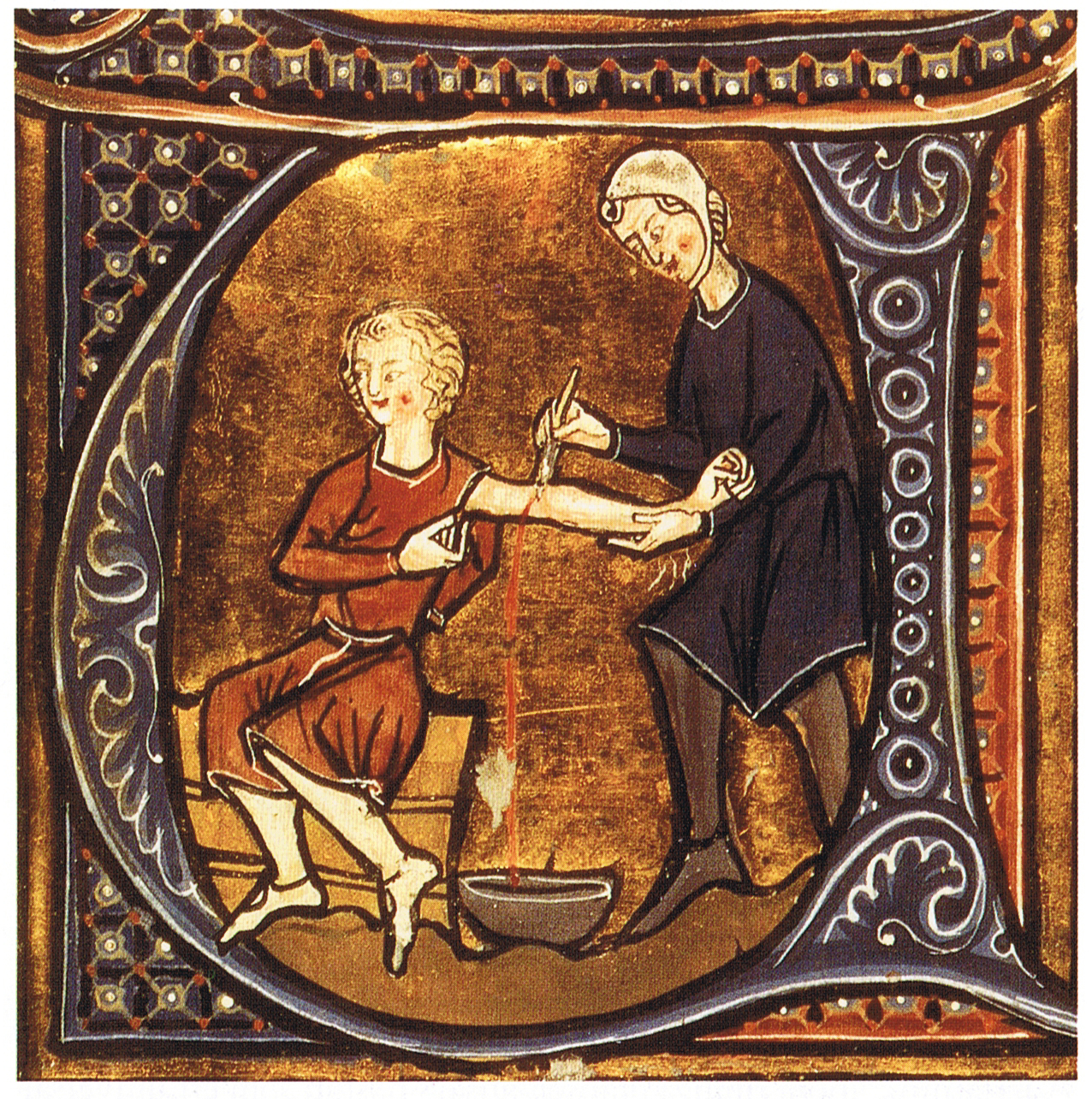
Paciente siendo tratado con sangría, manuscrito de Aldebrandin de Siena, finales del.

Los autores médicos islámicos también aconsejaban la sangría, especialmente para la fiebre. Se practicaba según las estaciones y determinadas fases de la luna en el calendario lunar. La práctica probablemente fue adoptada de los griegos gracias a la traducción de textos antiguos al árabe y es diferente a la sangría por ventosas mencionada en las tradiciones de Mahoma. Cuando las teorías musulmanas se dieron a conocer en los países de habla latina de Europa, la sangría se generalizó. Junto con el cauterio, era fundamental para la cirugía árabe; los dos textos médicos centrales del Kitab al-Qanun y especialmente el Al-Tasrif li-man 'ajaza' an al-ta'lif recomendaban la práctica. También era conocida en la medicina ayurvédica, descrita en el Susruta Samhita.

## Uso hasta comienzos delsigloXX
Incluso después de que la teoría de los humores cayó en desuso, la práctica fue continuada por cirujanos y barberos-cirujanos. Aunque los médicos recomendaban a menudo las sangrías, eran los barberos quienes las llevaban a cabo. Esto llevó a una distinción entre médicos y cirujanos. El poste de rayas rojas y blancas que señala la barbería en los países anglosajones, todavía en uso hoy, se deriva de esta práctica: el rojo simboliza la sangre mientras que el blanco simboliza las vendas. La sangría se utilizaba para "tratar" una amplia gama de enfermedades, convirtiéndose en un tratamiento estándar para casi todas las dolencias, y se practicaba tanto de forma profiláctica como terapéutica. 
Se empleaban varios métodos diferentes. El más común era la flebotomía o venesección (a menudo llamada "dejar respirar una vena"), en la que se extraía sangre de una o más de las venas externas más grandes, como las del antebrazo o el cuello. En la arteriotomía, se perfora una arteria, aunque generalmente solo en las sienes. En la escarificación (que no debe confundirse con la escarificación, un método de modificación corporal), los vasos "superficiales" eran atacados, a menudo con una jeringa, un escalpelo con resorte o una copa de vidrio que contenía aire caliente, produciendo un vacío en el interior (véase ventosas con fuego). También había una herramienta específica para sangrar llamada escarificador, que se utilizó principalmente en la medicina del siglo XIX. Tiene un mecanismo de resorte con engranajes que saca las cuchillas a través de las ranuras de la cubierta frontal y las vuelve a introducir en un movimiento circular. La caja es de latón fundido y el mecanismo y las hojas de acero. Un engranaje de la barra de cuchillas tiene dientes deslizados, girando las hojas en una dirección diferente a las de las otras barras.
También se podía usar sanguijuelas. La extracción de sangre suficiente como para inducir un síncope (desmayo) se consideraba beneficiosa y muchas sesiones solo terminaban cuando el paciente comenzaba a desmayarse. 
William Harvey refutó los fundamentos de la práctica en 1628, y la introducción de la medicina científica, el méthode numérique, permitió a Pierre Charles Alexandre Louis demostrar que la flebotomía era completamente ineficaz en el tratamiento de la neumonía y diversas fiebres en la década de 1830. Sin embargo, en 1838, un profesor del Royal College of Physicians seguiría afirmando que "la hemorragia es un remedio que, cuando se emplea juiciosamente, difícilmente es posible estimar demasiado", y Louis fue perseguido por el defensor de las sangrías François-Joseph-Victor Broussais, quien podía llegar a recomendar hasta cincuenta sanguijuelas a la vez. Algunos médicos se resistieron al trabajo de Louis porque "no estaban preparados a descartar terapias 'validadas tanto por la tradición como por sus propias experiencias solo por los números de otra persona'".
Las sangrías eran usadas para tratar casi todas las enfermedades. Un texto médico británico recomendaba la sangría para el acné, asma, cáncer, cólera, coma, convulsiones, diabetes, epilepsia, gangrena, gota, herpes, indigestión, locura, ictericia, lepra, oftalmía, peste, neumonía, escorbuto, viruela, accidente cerebrovascular, tétanos , tuberculosis y otras cien enfermedades. Las sangrías se usaban incluso para tratar la mayoría de las formas de hemorragia, como hemorragia nasal, menstruación excesiva o hemorragia hemorroidal. Antes de una cirugía o al inicio de un parto, se extraía sangre para prevenir la inflamación. Antes de una amputación, era costumbre extraer una cantidad de sangre igual a la que se creía circulaba en la extremidad que se iba a extraer.
También había teorías de que las sangrías curaban la "angustia" y los "males del corazón". Jacques Ferrand, médico francés, escribió un libro en 1623 sobre los usos de las sangrías para curar un corazón roto. Recomendaba que las sangrías se hicieran hasta el punto de la insuficiencia cardíaca (literal).
Las sanguijuelas se hicieron especialmente populares a principios del siglo XIX. En la década de 1830, los franceses importaban unos cuarenta millones de sanguijuelas al año con fines médicos, y en la década siguiente, Inglaterra importó seis millones de sanguijuelas al año solo desde Francia. Durante las primeras décadas del siglo, los médicos por toda Europa utilizaron cientos de millones de sanguijuelas.
Las sangrías también eran populares en los nacientes Estados Unidos, donde Benjamin Rush (signatario de la Declaración de Independencia) veía el estado de las arterias como la clave de la enfermedad, recomendando niveles de sangría que eran altos incluso para la época. George Washington pidió que le sangraran mucho cuando desarrolló una infección de garganta por la exposición al clima. En un período de diez horas, se le extrajo un total de 3,75 litros de sangre antes de morir por la infección de garganta en 1799.
Una de las razones de la continua popularidad de las sangrías (y las purgas) era que, si bien el conocimiento anatómico, las habilidades quirúrgicas y de diagnóstico aumentaron enormemente en Europa desde el siglo XVII, la clave para curar enfermedades seguían siendo difícil de alcanzar, y la creencia subyacente era que era preferible brindar cualquier tratamiento que no brindar ninguno en absoluto. El beneficio psicológico de las sangrías para el paciente (un efecto placebo) puede haber ayudado en ocasiones a superar los problemas fisiológicos que causaban. Las sangrías fueron perdiendo, aunque muy lentamente, su favorabilidad a lo largo del siglo XIX, después de que los resultados de Louis en Francia se hicieron más conocidos. Varios otros tratamientos ineficaces o dañinos estaban disponibles en la época como placebos: mesmerismo, varios procedimientos que involucraban la nueva tecnología de la electricidad, muchas pociones, tónicos y elixires. Sin embargo, las sangrías persistieron durante el siglo XIX en parte porque estaban disponibles para personas de cualquier nivel socioeconómico.
Las sangrías perdieron gradualmente su popularidad a lo largo del siglo XIX, volviéndose poco comunes en la mayoría de lugares, antes incluso de que se debatiera a fondo su validez. Entre la comunidad médica de Edimburgo, las sangrías se abandonaron en la práctica antes de ser cuestionadas en la teoría, una contradicción destacada por el médico-fisiólogo John Hughes Bennett. Autoridades como Austin Flint I, Hiram Corson y William Osler se convirtieron en partidarios prominentes de las sangrías en la década de 1880 y en adelante, cuestionando la premisa de Bennett de que las sangrías habían caído en desuso porque no funcionaban. Estos defensores enmarcaron las sangrías como una práctica médica ortodoxa, que se utilizaría a pesar de su impopularidad general. Algunos médicos consideraban que el derramamiento de sangre era útil para una gama más limitada de propósitos, como "limpiar" la sangre infectada o debilitada o su capacidad para "hacer que cesen las hemorragias", como se evidencia en un llamado a un "juicio justo por la sangría como remedio" en 1871.
Algunos investigadores utilizaron métodos estadísticos para evaluar la efectividad del tratamiento para desalentar las sangrías, pero al mismo tiempo, las publicaciones de Philip Pye-Smith y otros defendían las sangrías por motivos científicos.
Las sangrías persistieron hasta el siglo XX y se recomendó en la edición de 1923 del libro de texto The Principles and Practice of Medicine. El libro de texto fue escrito originalmente por Sir William Osler y continuó publicándose en nuevas ediciones con nuevos autores tras la muerte de Osler en 1919.

## Uso actual
Las sangrías se utilizan hoy en día en el tratamiento de algunas enfermedades, como la hemocromatosis y la policitemia. Sin embargo, estas enfermedades raras eran desconocidas y no se podían diagnosticar antes de la llegada de la medicina científica. Es practicada por médicos específicamente capacitados en hospitales, utilizando técnicas modernas, y también se conoce como flebotomía terapéutica. 
En la mayoría de los casos, la flebotomía ahora se refiere a la extracción de pequeñas cantidades de sangre con fines de diagnóstico. Sin embargo, en el caso de la hemocromatosis, la sangría (por venopunción) se ha convertido en la opción principal de tratamiento.
En los EE. UU., según un artículo académico publicado en el Journal of Infusion Nursing con datos publicados en 2010, el uso principal de la flebotomía es el de extraer sangre que algún día se volvería a infundir en una persona.

### En medicina alternativa
Aunque se ha demostrado que la sangría como medida de salud general es pseudociencia, todavía se recomienda comúnmente para una amplia variedad de afecciones en los sistemas de medicina alternativa ayurvédica, unani y china tradicional. La medicina unani se basa en una forma de teoría de los humores, por lo que en ese sistema se utiliza la sangría para corregir un supuesto desequilibrio humoral.

## Métodos

### Flebotomía
El término flebotomía es utilizado para describir una incisión practicada en la vena por motivos diversos. El procedimiento quirúrgico consiste en insertar un catéter en una vena periférica, sea para la administración de fármacos en un paciente de difícil acceso venoso (dificultad en puncionar venas), sea para la inserción de catéter unido al corazón, para monitorización de la presión venosa central en pacientes graves. En Estados Unidos, el término es utilizado para cualquier procedimiento de punción de vena, sea para colecta de sangre para exámenes, sea para la extracción.
La flebotomía consiste también en el procedimiento de extracción de sangre desde una vena periférica. A través de sistema estéril con aguja, equipo y bolsa de colecta, semejante al procedimiento para la transfusión de sangre.
En el caso de la hemocromatosis corresponde a parte del tratamiento, ya que con esto se consigue disminuir los niveles de hierro, o reducir el exceso de eritrocitos en la policitemia.

#### Procedimiento de la flebotomía de extracción
Se extrae la sangre de una vena (venopunción), a menudo una vena de la parte interior del codo (Antecubital) o la parte posterior de la mano. Se limpia la región de la punción con un antiséptico (alcohol o betadine) y se coloca una banda elástica o un torniquete alrededor del antebrazo para aplicar presión y limitar el flujo sanguíneo a través de la vena, lo cual hace que las venas debajo de la banda se dilaten (se llenen de sangre). Luego, se introduce una aguja en la vena y se recoge la sangre en un frasco hermético, en una jeringa o en otro lugar. Durante el procedimiento, a veces se retira la banda para restablecer la circulación. Una vez que se ha recolectado la sangre, se retira la aguja y se cubre el sitio de punción para detener cualquier sangrado. Véase: extracción de sangre

### Sanguijuelas

#### Histórico
Las sanguijuelas han sido utilizadas en la práctica médica desde la antigüedad, para un amplio espectro de patologías, con resultados benéficos en algunas, principalmente teniéndose en consideración la escasez de opciones terapéuticas. Esa técnica fue prácticamente abandonada con el desarrollo de la ciencia médica, especialmente en lo que atañe a la terapéutica, durante el siglo XX.

#### Indicaciones
Recientemente, estudios han demostrado que las sanguijuelas pueden ser utilizadas con óptimos resultados en situaciones específicas, en especial amputaciones seguidas de microcirugía reconstructora.[cita requerida] En esa situación, la reconstrucción de las arterias, con reconstitución de flujo arterial de sangre (entrada de sangre) del miembro amputado, pero la reconstrucción de las venas no siempre es tan eficaz y el flujo venoso (salida de sangre) resulta deficiente. Eso lleva a una acumulación de sangre en el miembro, lo que perjudica mucho la eficacia del reimplante y aumenta el riesgo de su pérdida definitiva.
La sanguijuela en esa situación es aplicada al miembro reimplantado, funcionando como una "válvula de escape" para la sangre acumulada. El procedimiento sin dolor se debe al efecto anestésico de la saliva del animal y es seguro en relación con infecciones, si son tomados los cuidados debidos. El efecto anestésico de la saliva del animal puede ser utilizado en otras dolencias crónicas, como la osteoartritis.

#### Características
La sanguijuela utilizada medicinalmente es la Hirudo medicinalis, que ha sido tema de diversos estudios, especialmente en relación con su saliva, que contiene:
- Hirudina, un potente anticoagulante.
- Un vasodilatador semejante a la histamina, que promueve la dilatación y aumento del flujo de los vasos sanguíneos locales.
- Hialuronidasa, un anticicatrizante que serviría para mantener el flujo de sangre durante una mordida.
- Anestésico local.

### Desangrado como procedimiento para matar
La técnica de desangrado en la antigüedad se llevaba a cabo mediante incisiones en partes del cuerpo por orden creciente de profundidad, ayudando a aumentar la hemorragia en los cortes con ayuda de ácidos, antiguamente vinagre. La víctima acaba desangrándose o ahogándose en su propia sangre, en caso de que los cortes sean producidos en el interior de la boca o alrededores.